# Mouvement libéral pour le peuple sénégalais
Le Mouvement libéral pour le peuple sénégalais (MLPS) est un parti politique sénégalais, dirigé par Louis Jacques Senghor.

## Histoire
Le MLPS a été créé en 1998 par Louis Jacques Senghor, neveu du Président Léopold Sédar Senghor.
Son Secrétaire général est Khadim Faye.

## Symboles
Le bleu et le blanc, ainsi que la colombe, sont les symboles du MLPS.